# González (Cesar)
Pour les articles homonymes, voir González.
González est une municipalité située dans le département de Cesar, en Colombie.